# Chez Coco
 (2023).
Chez Coco est une sitcom congolaise initen 70 épisodes de 45 minutes co-réalisée par Junior Assani et Emmanuel Lupia et diffusée depuis le 1 mai 2023 sur Maboke TV, chaîne de télévision disponible sur le canal 39 du bouquet Canal+ Afrique,,.
La série relate les réalités qui se passent au quotidien de Kinois.
Elle est centrée sur le salon de coiffure Chez Coco portant le nom de sa patronne Coco (Maman Kalunga), qui en est devenu la patronne après que son ancienne patronne ait voyagé pour l'Europe.
La série est tournée en Français et Lingala.

## Synopsis
Chez Coco raconte l'histoire de Coco, une femme particulière et atypique qui est devenue propriétaire du salon de coiffure où elle travaillait. Cependant, son ancienne patronne, Samba, revient à Kinshasa après deux ans passés en Europe et tente de récupérer le salon pour le revendre au plus offrant. Commence alors une bataille sans merci entre Coco et Samba, qui souhaite récupérer son ancien salon. La série suit les rebondissements de cette lutte acharnée pour la possession du salon, avec en toile de fond l'histoire de deux femmes aux personnalités très différentes.
D'un autre côté les ouvriers du salon, Daniela, Décor et Nada sont trop attachants et finissent par créer des liens forts avec la patronne grâce aux défauts de chacun (Daniela qui est soi-disant la fille d'un ministre du Zaïre, Décor qui possèdent trois femmes sans qu'elles ne le sachent et Nada qui est un homosexuel qui se prend pour une femme).

## Distribution

### Acteurs principaux
- Maman Kalunga : Coco
- Daniela Bongongo : Daniela
- Regean Ilonga : Décor
- Mastor Brimbo : Nada

### Acteurs récurrents
- Pierrot Ndombasi : Pierrot
- Luna Miezi : Sarah (Copine de Pierrot)
- Émie Mokonzi Tracy Muntaz : Julie (Copine de Pierrot)
- Annie Biasibiasi : Samba
- Julien Kabangu : L'avocat de Coco
- Exaucé Kiala : Petit frère de Nada
- Mimie Kabongo : Copine de Décor
- Aïcha : Concubine de Décor

### Invités
- Tito Pika : Le docteur qui a opéré Nada
- Diana Bavon
- Miche Kambamba
- Mirabelle Vandervelde
- Clothilde Masele
- Flavien Muaba
- Samantha Nsombola
- Fuhura Irène
- Grâce Ndaya
- Micho Bozo : Pitchou
- JM Kamputu
- Sharon Nimi
- Ada llunga : Julien (Dans l'épisode 1 et 9 de la saison 1)
- David Privato
- Patrick Kabund
- Gladys Biwasaka
- Jérémie Shabani : Juge lors du premier procès
- Masuaku Banza
- Ruddy Tamba
- Bololo Bisugu
- Jeff Lubadi
- Linda Ikwa

## Production
Le concept de la série a été créé et proposé par deux jeunes passionnées de cinéma, Naomie Keyo Mangaza et Sarah Osongi Bontamba, toutes deux étudiantes. Initialement, elles avaient envisagé de jouer elles-mêmes les rôles principaux. Cependant, après avoir suivi une formation en écriture de scénario à Tosala Films pendant près d'un an, elles ont renoncé à ces rôles.
Selon Emmanuel Lupia, les deux étudiantes ont préféré se concentrer sur l'écriture et la conception de la série, tandis que la talentueuse Mama Kalunga incarne avec brio le personnage de Coco.

## Épisodes

### Saison 1
1. La surprise !
2. Le plan d'attaque
3. Plus fort que l'honneur
4. La resistance
5. L'amour rend aveugle
6. Guerre Froide
7. Scandale
8. Convocation
9. Le bras de fer
10. Un jour sombre
11. Pas d'humeur
12. C'est grave
13. Collision
14. Le procès
15. Braquage
16. La flamme
17. C'est la vie
18. Déception 2.0
19. Le dilemme
20. Verdict